# تيريزا إيدجيرتون
تيريزا إيدجيرتون (بالإنجليزية: Teresa Edgerton)‏ (1949، فان نويس في الولايات المتحدة)؛ روائية أمريكية.